# Grégory Gadebois
Grégory Gadebois, född 24 juli 1976 i Gruchet-le-Valasse är en fransk skådespelare.
Gadebois har bland annat medverkat i filmerna En frukost på berget och En officer och spion. Han har även medverkat i TV-serien Gengångare.

## Filmografi (i urval)
- 2012 – Les Adieux à la reine
- 2012–2015 – Gengångare (TV-serie)
- 2019 – En officer och spion
- 2023 – En frukost på berget
- 2025 – Asterix & Obelix: Tvekampen (TV-serie)